# Bad Hönningen
Bad Hönningen egy település Németországban, Rajna-vidék-Pfalz tartományban. Lakosainak száma 6173 fő (2023. december 31.). Bad Hönningen Hausen és Rheinbrohl községekkel határos.

## Nevezetességek
A település legnagyobb nevezetessége a 13. században épült Arenfels-kastély.

## Népesség
A település népességének változása:
| Lakosok száma | 5668 | 5760 | 5896 | 5920 | 5974 | 6133 | 6173 |
|               | 1975 | 2015 | 2017 | 2019 | 2021 | 2022 | 2023 |